# رشيد حسني
رشيد حسني (بالفرنسية: Rachid Housni)‏ لاعب كرة قدم مغربي ولد بسارسيل بفرنسا في 2 مايو 1990 يلعب لفريق الوداد البيضاوي
بدأ حسني مشواره رفقة نادي لومونت الفرنسي قبل أن ينتقل إلى فريق تريليساك في الأقسام الشرفية بفرنسا وبعد ذلك حط الرحال بفريق بوردوليس قبل أن يعود إلى نادي لومونت، وفي صيف 2014 خاض حسني أول تجربة له في المغرب رفقة نادي شباب الريف الحسيمي حيث قدم أداء جيد الشيء الذي جعله يلفت انتباه نادي الوداد الرياضي والذي تعاقد معه في يناير 2015  والذي توج معه بلقب الدوري المغربي كأول لقب في مسيرته الاحترافية

## إحصائيات
| النادي          | الموسم  | الدوري المغربي | الدوري المغربي | كأس العرش | كأس العرش | دوري أبطال إفريقيا | دوري أبطال إفريقيا | كأس الإتحاد الإفريقي | كأس الإتحاد الإفريقي | المجموع | المجموع |
| النادي          | الموسم  | الظهور         | الأهداف        | الظهور    | الأهداف   | الظهور             | الأهداف            | الظهور               | الأهداف              | الظهور  | الأهداف |
| --------------- | ------- | -------------- | -------------- | --------- | --------- | ------------------ | ------------------ | -------------------- | -------------------- | ------- | ------- |
| الوداد البيضاوي | 15/14   | 13             | 0              | 0         | 0         | 0                  | 0                  | 0                    | 0                    | 13      | 0       |
| الوداد البيضاوي | 16/15   | 12             | 2              | 4         | 1         | 3                  | 0                  | 0                    | 0                    | 19      | 3       |
| الوداد البيضاوي | المجموع | 25             | 2              | 4         | 1         | 3                  | 0                  | 0                    | 0                    | 32      | 3       |

## روابط خارجية
- رشيد حسني على موقع قاعدة بيانات كرة القدم.إي يو (الإنجليزية)
- رشيد حسني على موقع ناشيونال فوتبول تيمز (الإنجليزية)
- رشيد حسني على موقع Soccerway.com (الإنجليزية)